# カルマール・イェネー
カルマール・イェネー（Jenő Kalmár）あるいはヤーノシュ・カルマール（János Kalmár、1908年3月21日 - 1990年1月13日）は、ハンガリー出身のサッカー選手、サッカー指導者。

## 経歴
選手としてはハンガリアMTK FCやフランスのクラブでプレー。1928-29シーズンには20ゴールを挙げ、MTKのチーム内得点王になった。ハンガリー代表としては15試合に出場。
1950年代前半にホンヴェードの監督として、プスカシュ・フェレンツ、チボル・ゾルターン、コチシュ・シャーンドル、ボジク・ヨージェフ、ブダイ・ラースロー、ローラーント・ジュラ、グロシチ・ジュラを擁したチームを率いて4度のハンガリーリーグ優勝に導いた。彼はまたホンヴェードの監督であると同時に「マジック・マジャール」として知られたハンガリー代表チームにおいても、シェベシュ・グスターヴの下でアシスタントコーチという要職を務めた。
ハンガリー動乱の後、彼はプスカシュ、チボル、コチシュといった選手と同じくスペインに渡り、ラ・リーガのクラブでそこそこの成功を収めた。まずオーストリアのヴァッカー・ウィーン、短期間に終わったセビージャCFの指導を経て、1959年にグラナダCFをコパ・デル・ヘネラリシモの決勝に導いた。1967年にはRCDエスパニョールをリーグ3位とした。1970年代にCDマラガの監督を2回務め、2度の昇格へと導いた。

## タイトル
ホンヴェード
- ハンガリーリーグ: 4
  - 1950, 1952, 1954, 1955

グラナダCF
- コパ・デル・ヘネラリシモ
  - 準優勝 1959

CDマラガ
- セグンダ・ディビシオン
  - 準優勝  1970, 1979: 2